# Adonis
För andra betydelser, se Adonis (olika betydelser).

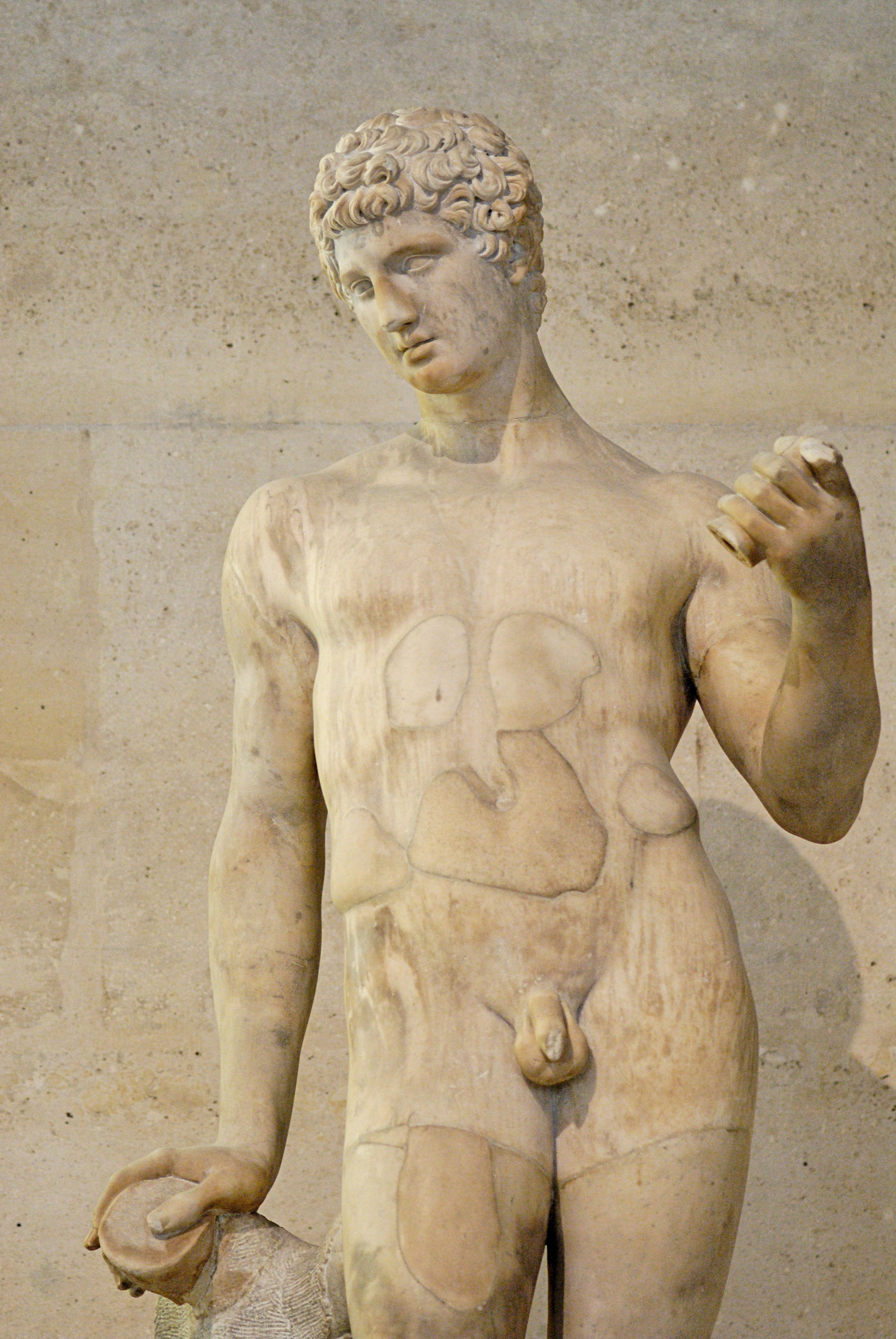
Adonis, romersk torso som omvandlades till en fullständig staty av François Duquesnoy. Verket visas i Louvren.

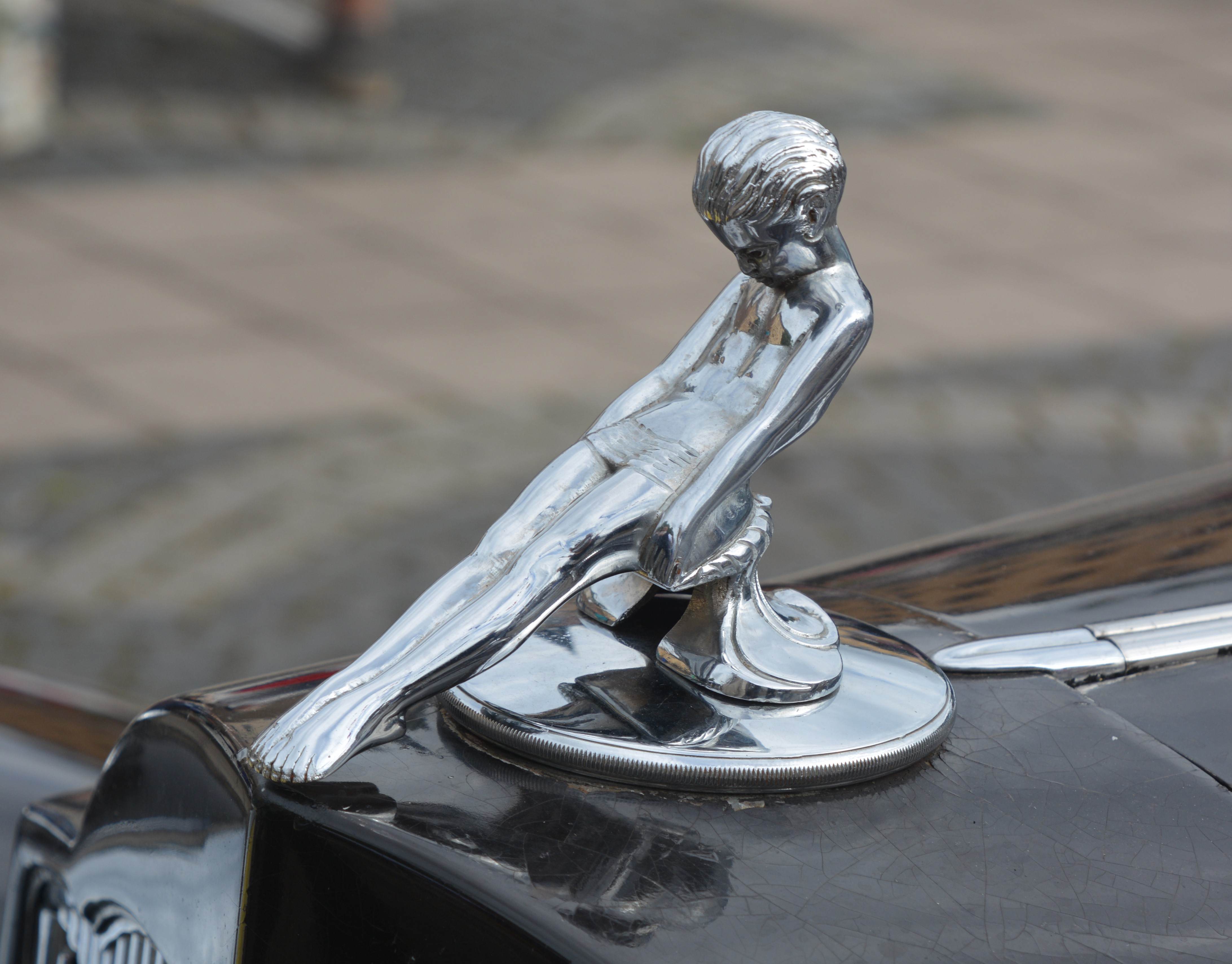
Adonis som kylarprydnad på en Packard Eight från 1934

Adonis är en synnerligen tilldragande yngling i grekisk mytologi. En gud som symboliserade årstidernas växlingar, och inlånad från syrisk-fenicisk religion, möjligtvis via den feniciska kolonin Cypern. Enligt Svenska Akademiens ordbok är Adonis även en skämtsam beteckning för en man som är mycket mån om sitt utseende, en sprätthök eller snobb.

## Bakgrund
Den vackraste av unga män var son till kung Kinyras av Cypern och hans dotter Myrrha. Gudarna förvandlade Myrrha till ett träd, och Adonis föddes ur dess stam. Eftersom han var ett resultat av incest gömdes han i underjorden, och Persefone skötte om honom. Med sin skönhet lockade han kärleksgudinnan Afrodite åtrå, och därmed krigsguden Ares svartsjuka. Adonis blev dräpt av Ares, förklädd till vildsvin, när han var ute på jakt. När han dödades under en vildsvinsjakt bad Afrodite Zeus att återuppväcka honom. ”Zeus gick med på att föra den unga mannen tillbaka till livet, men han måste stanna i dödsriket på vintern och vara med Afrodite på sommaren. På så sätt växte plantor och träd på sommaren och dog på vintern.”
Det förefaller som om tre av den syro-feniciska religionens främsta gudinnor var föremål för myter om yngre älskare: Modergudinnan Ashera (motsvarande den grekiska Rhea) ansågs ha älskaren Eshmun, och kärleksgudinnan Astarte (motsvarande dels den grekiska Afrodite, dels den grekiska Artemis) hade älskaren Tammuz (motsvarande den babyloniske Dumuzi). Adonis kan mycket väl vara en version av Tammuz, och namnet Adonis kommer förmodligen ursprungligen från det nordvästsemitiska Adonaj, ”(min) herre” och alltså var en titel. I sen syro-fenicisk mytologi, återgiven av Lukianos i verket De Dea Syria (Om den syriska gudinnan), är Adonis' älskarinna emellertid inte Astarte, utan hennes syster Atargatis. 
Adoniskulten var den första stora kulten i det antika Grekland. Det har föreslagits att Adonis var en semitisk gud eftersom hans namn verkar vara en grekisk form av adon – herre. Myten påminner också om den babyloniska berättelsen om guden Tammuz där det istället är Ishtar som sörjer och återuppväcker honom.
Särskilt de antika grekiskorna dyrkade Adonis, och kvinnors klagan kallades ibland Adonisklagan. De så kallade Adonisträdgårdarna bestod av blomkrukor med frön i som omgav en staty av guden. De vissnade snabbt i sommarhettan, vilket symboliserade myten. Detta gjorde också Adonis till en vegetationsgud. I juli hölls adonisfestivaler, där vilda glädjefiranden pågick, avslutade med sorgeprocessioner när torkan satte in.